# Keude Unga
Keude Unga is een bestuurslaag in het regentschap Aceh Jaya van de provincie Atjeh, Indonesië. Keude Unga telt 299 inwoners (volkstelling 2010).